# Andoain
Andoain település Spanyolországban, Gipuzkoa tartományban. Andoain Donostia-San Sebastián, Aduna, Lasarte-Oria, Urnieta, Elduain, Berastegi, Villabona és Zizurkil községekkel határos. Lakosainak száma 14 563 fő (2024).

## Népesség
A település lakosságának változását az alábbi diagram mutatja:
| Lakosok száma | 14 080 | 13 886 | 14 082 | 14 427 | 14 689 | 14 655 | 14 659 | 14 637 | 14 504 | 14 563 |
|               | 2001   | 2003   | 2006   | 2008   | 2011   | 2014   | 2017   | 2019   | 2022   | 2024   |